# Парламентские выборы в Швейцарии (1905)
Парламентские выборы в Швейцарии проходили 29 октября 1905 года. Свободная демократическая партия сохранили абсолютное большинство в парламенте, получив 104 из 167 мест Национального совета.

## Избирательная система

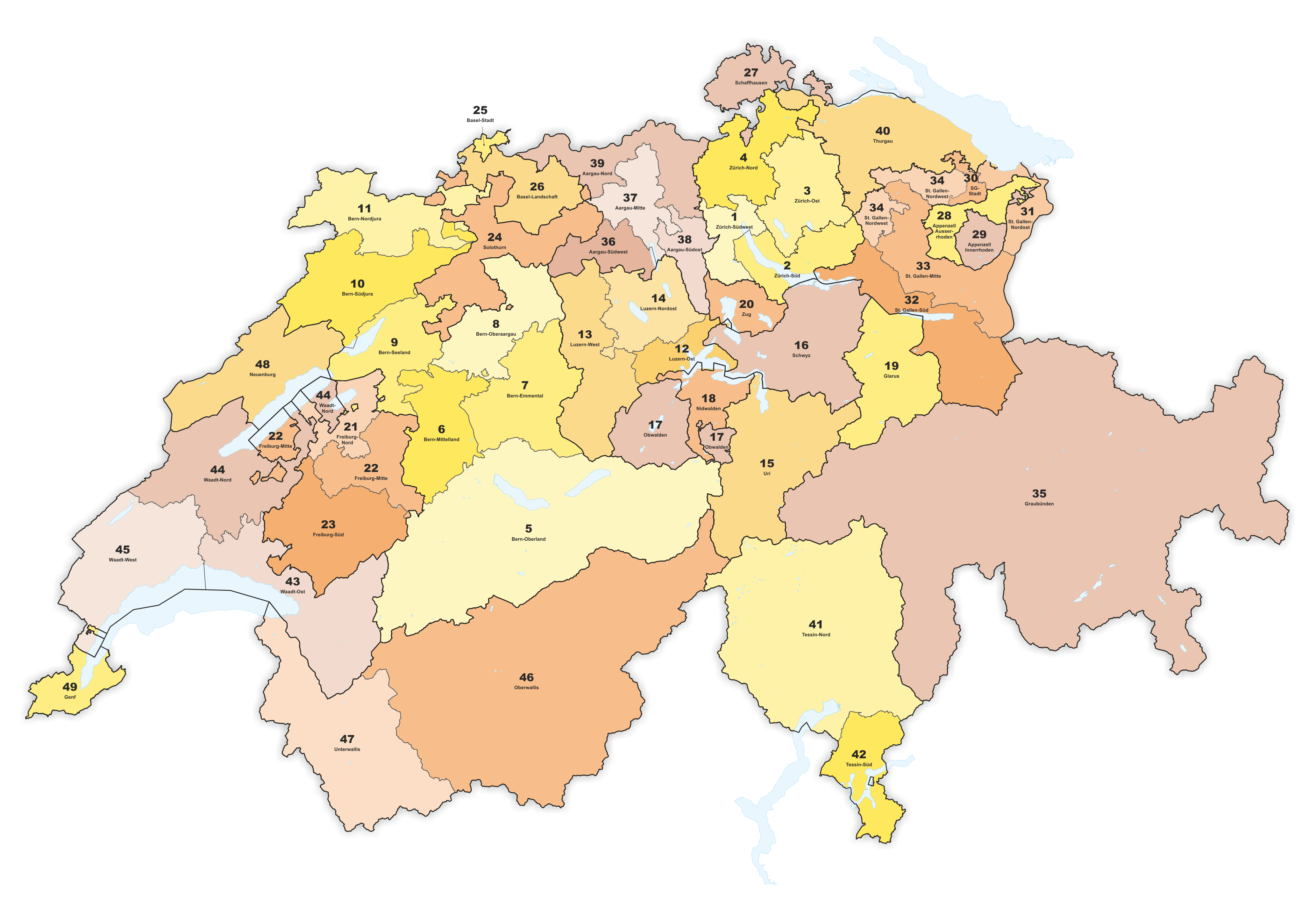
Карта Швейцарии, разделённая на 49 избирательных округа (1902—1908).

167 депутатов Национального совета избирались в 49 одно- и многомандатных округах. Распределение мандатов было пропорционально населению: одно место парламента на 20 тыс. граждан . 
Голосование проводилось по системе в три тура. В первом и втором туре для избрания кандидат должен был набрать абсолютное большинство голосов, в третьем туре достаточно было простого большинства. Каждый последующий тур проводился после исключения кандидата, набравшего наименьшее число голосов. 

## Результаты

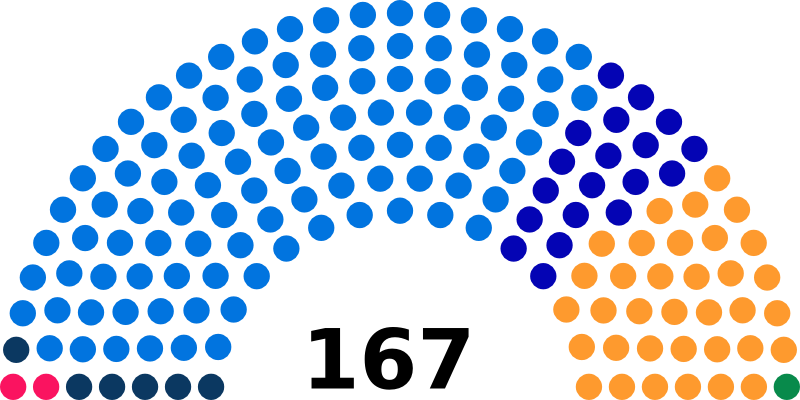
Распределение мест в Национальном совете (1905).

Наивысшая явка была зарегистрирована в кантоне с обязательным голосованием Шаффхаузен (96 %). В кантоне Цуг явка оказалась наименьшей (20 %).
|  | Партия                               | Голосов | %    | Мест | +/– |
|  | Свободная демократическая партия     | 202 605 | 49,2 | 104  | +4  |
|  | Католическая народная партия         | 92 600  | 22,5 | 35   | 0   |
|  | Социал-демократическая партия        | 60 308  | 14,7 | 2    | –5  |
|  | Либеральные центристы                | 27 643  | 6,7  | 19   | –1  |
|  | Демократическая группа               | 18 028  | 4,4  | 6    | +2  |
|  | Бернская народная партия             | 10 235  | 2,5  | 1    | 0   |
|  | Прочие                               | 10 235  | 2,5  | 0    | 0   |
|  | Недействительных/пустых бюллетеней   | 28 964  | –    | –    | –   |
|  | Всего                                | 440 383 | 100  | 167  | 0   |
|  | Зарегистрированных избирателей/ Явка | 779 835 | 56,5 | –    | –   |
|  | Источник: BFS                        |         |      |      |     |